# Young Modern
Young Modern és el cinquè àlbum d'estudi de la banda australiana Silverchair. Es va publicar el 30 de març de 2007 a Austràlia sota el segell Eleven i el 24 de juliol als Estats Units per Atlantic. Es tracta d'una coproducció de Daniel Johns (cantant del grup) i Nick Launay.
La caràtula de l'àlbum està inspirada en el quadre Composició II, en vermell, blau i groc i les seves variants del pintor modernista Piet Mondrian, del qual se n'ha fet una aproximació tridimensional sobre el seu estil pla.
El grup es va reunir a la darreria de 2005 a Hunter Valley durant cinc setmanes per començar a practicar el material que Daniel Johns, cantant del grup, havia escrit prèviament. Durant aquest temps van gravar unes demos de cada cançó i finalment van viatjar a Los Angeles per gravar les versions definitives amb el productor Nick Launay als estudis Seedy Underbelly Studios. Launay es va tornar a encarregar de la producció tal com havia fet amb els anteriors treballs de Silverchair excepte Diorama. Aquest cop també hi va col·laborar el mateix Johns. Durant la gravació es van escriure i gravar les cançons addicionals. Van Dyke Parks també va tornar a col·laborar amb la banda per la composició dels arranjaments orquestrals de diverses cançons. Per realitzar els arranjaments, Johns i Parks van viatjar a Praga per gravar amb l'Orquestra Filharmònica Txeca.
A diferència dels anteriors treballs, Young Modern es va realitzar sense la direcció de cap segell discogràfic per evitar qualsevol pressió. El títol de l'àlbum prové del sobrenom que Van Dyke Parks li va posar al cantant del grup, Daniel Johns, durant l'època que van treballar junts per l'àlbum Diorama, l'any 2002. L'àlbum també inclou la col·laboració de diversos artistes invitats com ara el cantant Luke Steele, i els músics Julian Hamilton i Paul Mac.
L'àlbum es va llançar en diverses versions, mentre l'original contenia onze cançons, la versió per iTunes contenia un cançó extra, «English Garden». Posteriorment també es va llançar una edició limitada en DVD amb l'addició d'un documental sobre el making of de l'àlbum i el videoclip de «Straight Lines». El primer senzill va arribar directament al número 1 de les llistes australianes i s'hi va mantenir durant quatre setmanes. També es va llançar una edició limitada en vinil de quatre cents còpies a Austràlia i mil més per la resta del món.
Young Modern va tenir molt bona rebuda en general, tant per la crítica com pel públic. Per una banda, molts mitjans especialitzats van destacar les melodies enganxoses i els arranjaments reeixits. Fins i tot, es va comentar que Silverchair havia arribat a la cima en composició. Tot i això, altres mitjans van criticar que aquest treball no estava a l'altura de la maduresa que havia demostrat anteriorment. Per altra banda, el públic va rebre l'àlbum amb molt entusiasme i va esdevenir el cinquè consecutiu del grup en arribar al primer lloc de la llista d'àlbums australiana (ARIA albums chart), fet que només ha aconseguit Silverchair en tota la història. En la gala de premis de la indústria discogràfica australiana del 2007, el grup va aconseguir quatre guardons incloent els d'àlbum i senzill de l'any per «Straight Lines». Aquest senzill també va ser certificat amb doble disc de platí.
El disc va ser executat pels músics Daniel Johns, veu i guitarra, Chris Joannou, baix i Ben Gillies a la bateria i va comptar amb la col·laboració addicional de Matt Appleton, Alain Johannes, l'Orquestra Filharmònica Txeca, Michelle Rose, Paul Mac, Elysa Gomez, Luke Steele, Yon Garfias i Nayo Wallace

## Llista de cançons
Totes les cançons foren escrites i compostes per Daniel Johns excepte les indicades. 
| Núm.          | Títol                                                                               | Composició              | Durada |
| ------------- | ----------------------------------------------------------------------------------- | ----------------------- | ------ |
| 1.            | «Young Modern Station»                                                              | Johns i Julian Hamilton | 3:11   |
| 2.            | «Straight Lines»                                                                    | Johns i Hamilton        | 4:18   |
| 3.            | «If You Keep Losing Sleep»                                                          |                         | 3:20   |
| 4.            | «Reflections of a Sound»                                                            |                         | 4:09   |
| 5.            | «Those Thieving Birds (Part 1) / Strange Behaviour / Those Thieving Birds (Part 2)» |                         | 7:26   |
| 6.            | «The Man That Knew Too Much»                                                        |                         | 4:19   |
| 7.            | «Waiting All Day»                                                                   | Johns i Hamilton        | 4:28   |
| 8.            | «Mind Reader»                                                                       | Johns i Hamilton        | 3:07   |
| 9.            | «Low»                                                                               |                         | 3:48   |
| 10.           | «Insomnia»                                                                          |                         | 3:06   |
| 11.           | «All Across the World»                                                              |                         | 4:01   |
| Durada total: | Durada total:                                                                       | Durada total:           | 45:12  |

| 12. | «English Garden»                                              | 4:23 |
| 13. | «Straight Lines (The Presets Remix)» (edició especial iTunes) | 3:53 |

Extres DVD
1. The making of "Young Modern" (documental)[1]
2. Straight Lines video (videoclip)

## Posicions en llista
| Llista (2006−2007)               | Posició |
| -------------------------------- | ------- |
| U.S. Billboard 200               | 70      |
| Billboard Top Independent Albums | 6       |
| ARIA Album Chart                 | 1       |
| New Zealand Album Chart          | 8       |